# Toquinho
Ne pas confondre avec le footballeur brésilien Tiquinho Soares.
Antonio Pecci Filho, dit Toquinho, né le 6 juillet 1946 à São Paulo, est un auteur-compositeur-interprète et guitariste brésilien.

## Biographie
Fils d'une famille d'origine italienne, de la région du Molise et de la province de Mantoue, il est né à São Paulo. Il commence à 14 ans à jouer de la guitare à l'école de Paulinho Nogueira.

### Collaborations
Toquinho a passé une bonne partie de son temps à travailler avec le grand poète Vinícius de Moraes. Ils se sont connus un peu avant cet événement. Toquinho serait passé prendre des textes chez le poète pour composer dessus, mais, en son absence, il s'adressa à sa femme. Celle-ci l'autorisa à prendre le texte de Tarde em Itapoã. Lorsque la chanson revint à Vinicius, ce dernier fut tant enthousiasmé par la beauté du thème composé par Toquinho qu'il déclara : « Ce gars est un bon ! » et entama sa longue collaboration avec le jeune artiste montant. Il a également collaboré régulièrement avec Miúcha.
Pour l'album En La Fusa con Maria Creuza y Toquinho, Toquinho et Vinicius ont collaboré avec Maria Creuza.

### Discographie
- O Violão de Toquinho (1966)
- La vita, amico, é l'arte dell'incontro (1969)
- Toquinho (1970)
- Vinicius de Moraes en "La Fusa" con Maria Creuza y Toquinho (1970)
- Como Dizia o Poeta...Música Nova (1971)
- Per vivere un grande amore (1971)
- São Demais os Perigos desta Vida... (1971)
- Toquinho e Vinícius (1971)
- Vinicius + Bethania + Toquinho en La Fusa - Mar Del Plata (1971)
- Vinícius Canta "Nossa Filha Gabriela" (1972)
- O Bem Amado - trilha sonora original da telenovela (1973)
- Poeta, Moça e Violão - Vinicius, Clara Nunes, Toquinho (1973)
- Toquinho & Guarnieri - Botequim (1973)
- Toquinho - Boca da Noite (1974)
- Toquinho, Vinícius e Amigos (1974)
- Fogo sobre Terra - trilha sonora original da telenovela (1974)
- Toquinho e Vinícius (1974)
- Vinícius / Toquinho  (1975)
- Toquinho e Vinícius - O Poeta e o Violão  (1975)
- La voglia, la pazzia, l'incoscienza, l'allegria  (1976)
- Toquinho - Il Brasile nella chitarra strumentale - Torino - Itália  (1976)
- Toquinho Tocando 1977  (1976)
- The Best of Vinicius & Toquinho  (1977)
- Tom, Vinícius, Toquinho, Miúcha  (1977)
- Enciclopédia da Música Brasileira - Toquinho  (1978)
- Toquinho Cantando - Pequeno Perfil de um Cidadão Comum (1978)
- 10 Anos de Toquinho e Vinícius (1979)
- Paulinho Nogueira e Toquinho - Sempre Amigos (1980)
- Um Pouco de Ilusão (1980)
- A Arca de Noé (1980)
- A Arca de Noé - 2 (1980)
- Toquinho, la chitarra e gli amici (1981)
- Doce Vida (1981)
- Toquinho ao Vivo em Montreaux (1982)
- Toquinho - Acquarello (1983)
- Toquinho - Acuarela (1983)
- Toquinho - Aquarela (1983)
- Casa de Brinquedos (1983)
- Sonho Dourado (1984)
- Bella la vita (1984)
- A Luz do Solo (1985)
- Coisas do Coração (1986)
- Le storie di una storia sola (1986)
- Vamos Juntos - Toquinho Live at Bravas Club'86 Tokyo (1986)
- Canção de Todas as Crianças (1987)
- Made in Coração (1988)
- Toquinho in Canta Brasil (1989)
- Toquinho - À Sombra de um Jatobá (1989)
- Toquinho Instrumental (1990)
- El viajero del sueño (1992)
- Il viaggiatore del sogno (1992)
- O Viajante do Sonho (1992)
- La vita è l'arte dell'incontro (1993)
- Trinta Anos de Música (1994)
- Toquinho e suas Canções Preferidas (1996)
- Canções dos Direitos da Criança (1997)
- Brasiliando (1997)
- Toquinho - Italiano (1999)
- Toquinho - Paulinho Nogueira (1999)
- Vivendo Vinicius - ao vivo - com Baden Powell, Carlos Lyra, Miúcha e Toquinho  (1999)
- Sinal Aberto - Toquinho e Paulinho da Viola (1999)
- Coleção Toquinho e Orquestra (2001)
- Canciones de los derechos de los niños (2001)
- DVD - Toquinho (2001)
- DVD - Toquinho Live Concert (lançado na Itália) (2001)
- Toquinho - Amigos e Canções - Coletânea da Revista Reader's Digest (2002)
- Herdeiros do Futuro - com Projeto Guri  (2002)
- Ensinando a Viver (2002)
- Toquinho e Orquestra Jazz Sinfônica (2002)
- Só tenho tempo pra ser feliz (2003)
- Toquinho - Le canzoni della mia vita (2003)
- DVD - Tons do Brasil - Toquinho (2003)
- Toquinho - Bossa Nova Para Sempre (2004)
- DVD Toquinho - Tributo à Bossa Nova (2004)
- CD / DVD - Toquinho no Mundo da Criança (2005)
- DVD - Só tenho tempo pra ser feliz - Ao Vivo (2005)
- Mosaico - músicas de Toquinho e Paulo César Pinheiro (2005)
- Passatempo - Retrato de uma época (2005)
- A Vida Tem Sempre Razão - Tributo a Toquinho - CD de Silvia Goés, Ivâni Sabino e Pepa D'Elia (2006)
- DVD - Passatempo - Retrato de uma época (2007)
- CD - O poeta, a moça e o violão - Vinicius, Clara Nunes e Toquinho (2008)
- DVD - Jobim, Vinicius, Toquinho & Miúcha - I Concerti Live - gravado em 1978 (2008)
- DVD - Toquinho - I Concerti Live - gravado em 1983 (2008)
- DVD - Toquinho - Programa Ensaio - gravado em 1990 (2008)
- CD - Toquinho e MPB-4 - 40 anos de música (2008)
- DVD - Toquinho e MPB-4 - 40 anos de música (2009)

## Adaptations françaises
- 1973 : Plus haut que moi, adaptation par Yves Dessca et Jean-Michel Rivat de Maria vai com as outras (paroles originales brésiliennes de Vinícius de Moraes), interprétée par France Gall (45 tours S Pathé-Marconi/EMI)[1].
- 1973 : Berceuse, adaptation par Georges Moustaki de Valsa para uma menininha (paroles originales brésiliennes de Vinícius de Moraes), interprétée par Françoise Hardy (album Message personnel, Warner Bros. Records)[2].
- 1973 : Le Quotidien, adaptation par Georges Moustaki de Cotidiano no 2[Note 1],[3] (paroles originales brésiliennes de Vinícius de Moraes), interprétée par Georges Moustaki, accompagné par Toquinho à la guitare (album Déclaration, Polydor)[4].
- 1974 : Je suis une guitare, adaptation par Georges Moustaki de Amigos meus[3] (paroles originales brésiliennes de Vinícius de Moraes[5]), interprétée par Georges Moustaki (album Les Amis de Georges et 45 tours S, Polydor[6]).
- 1991 : Comme disait le poète, adaptation par Dominique Dreyfus de Como dizia o poeta (paroles originales brésiliennes de Vinícius de Moraes), interprétée par Ralph Thamar (45 tours S Remark Records)[7].

## Filmographie
- 1976 : Carioca tigre de Giuliano Carnimeo

## Autres images

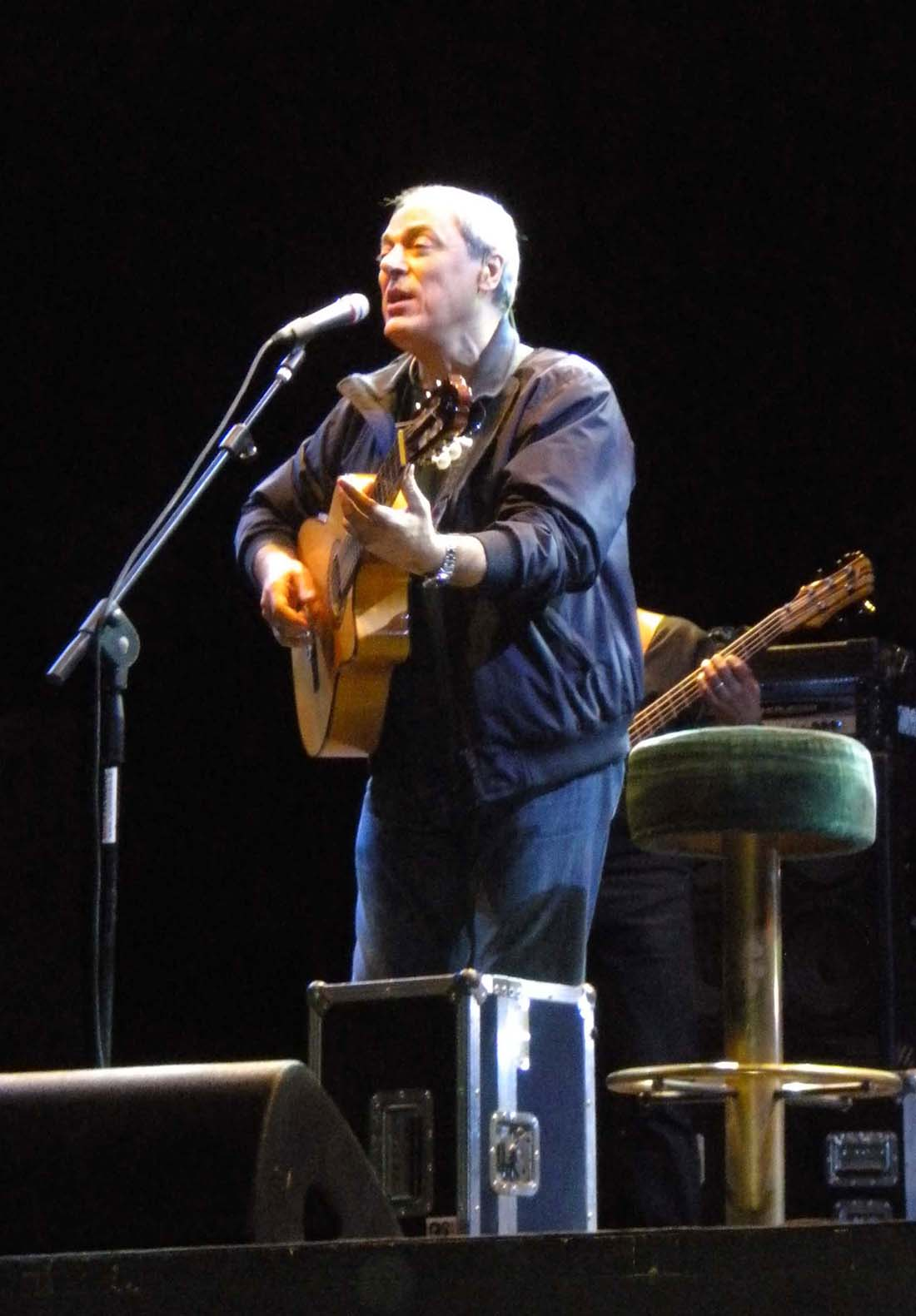
Toquinho Cremone, Italie, 5 août 2010.
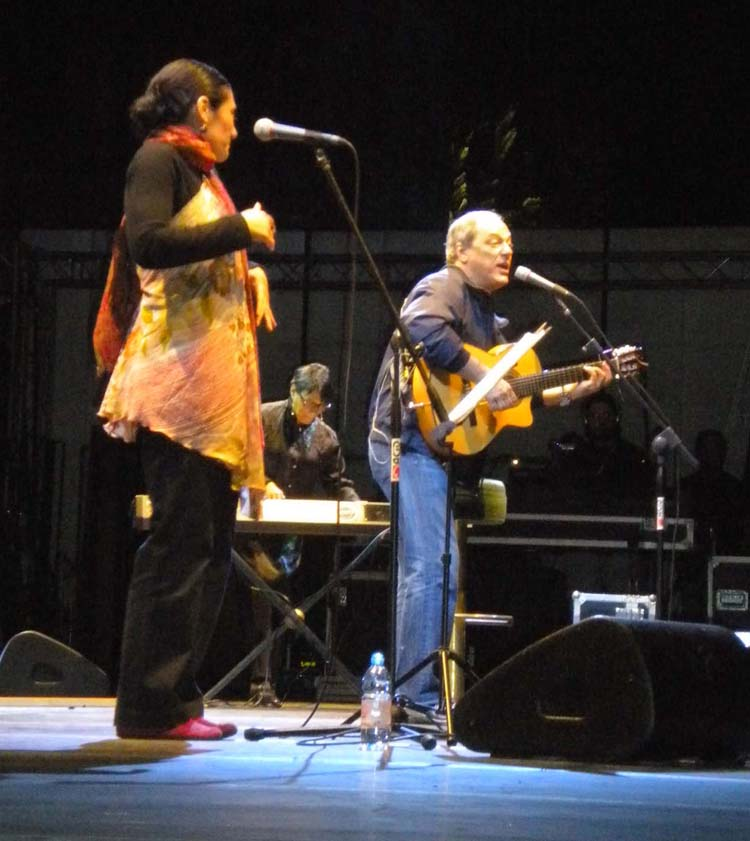
Toquinho, en duo avec Badi Assad Cremone, Italie, 5 août 2010.
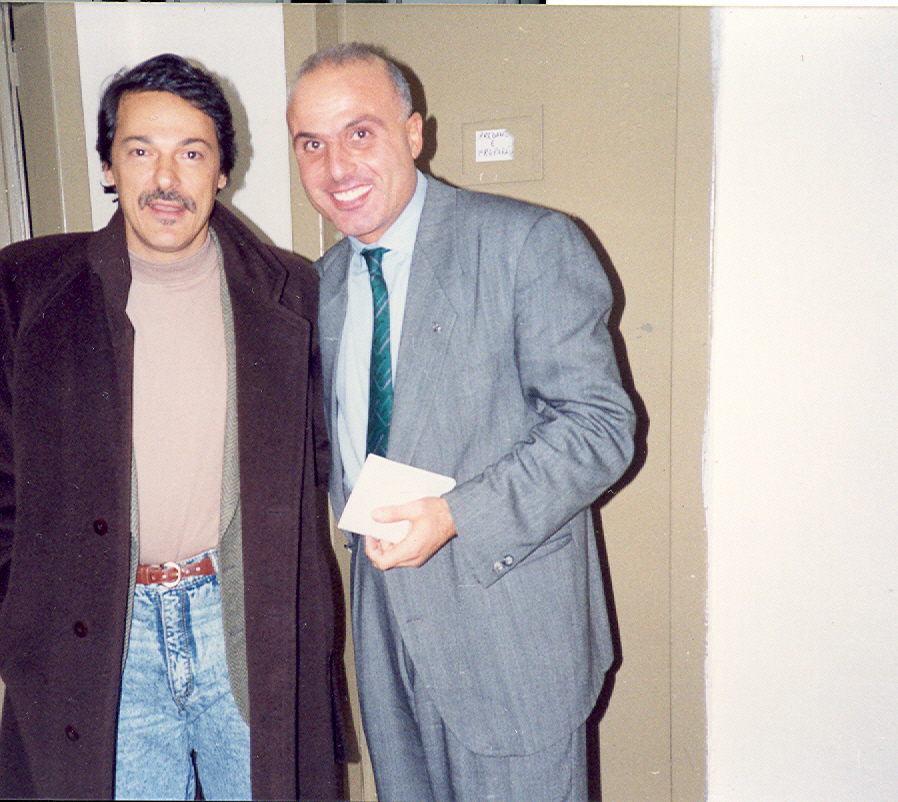
Toquinho et le journaliste Gildo De Stefano.
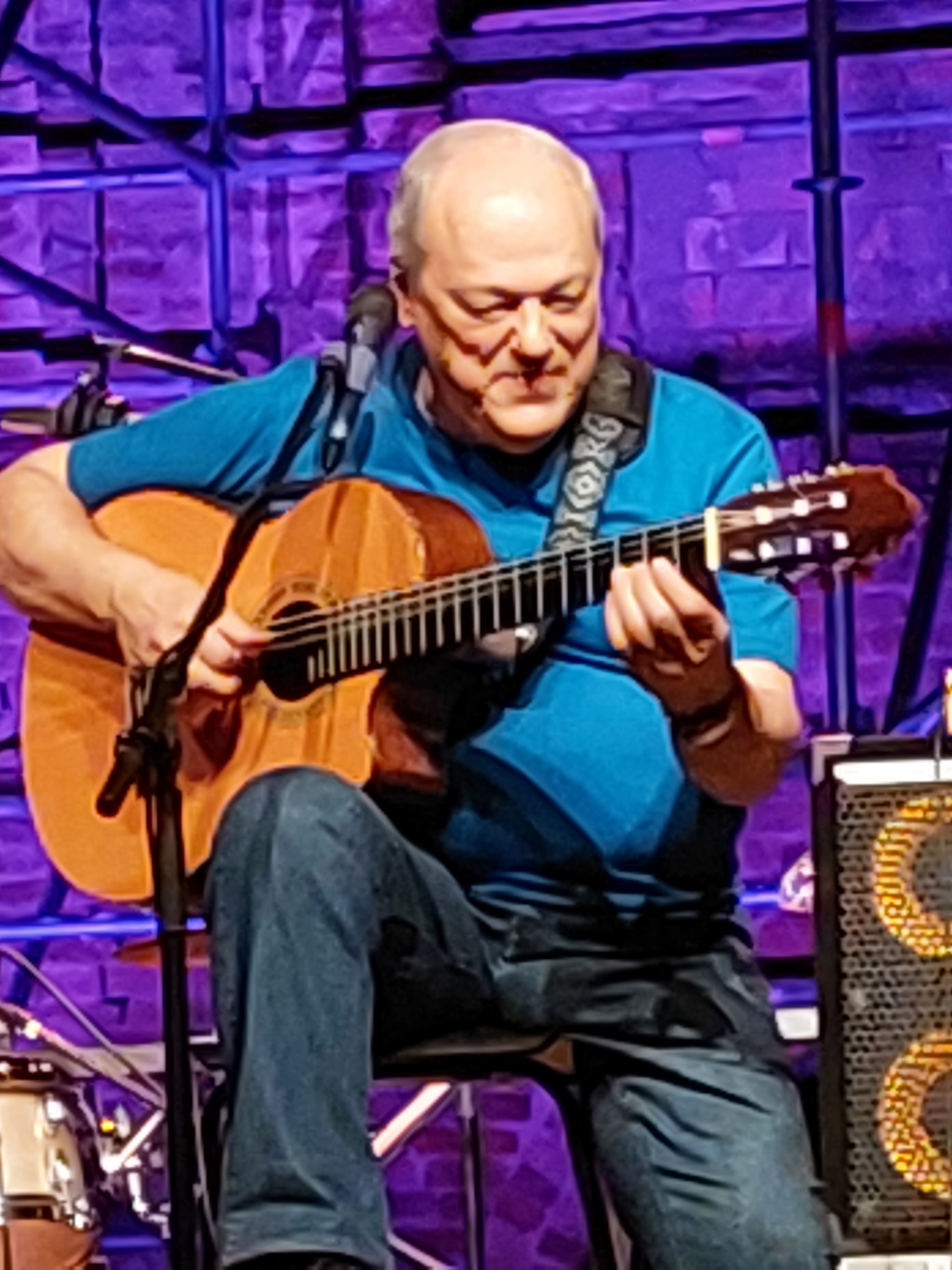
Toquinho Plaisance, Italie, 27 juillet 2022.
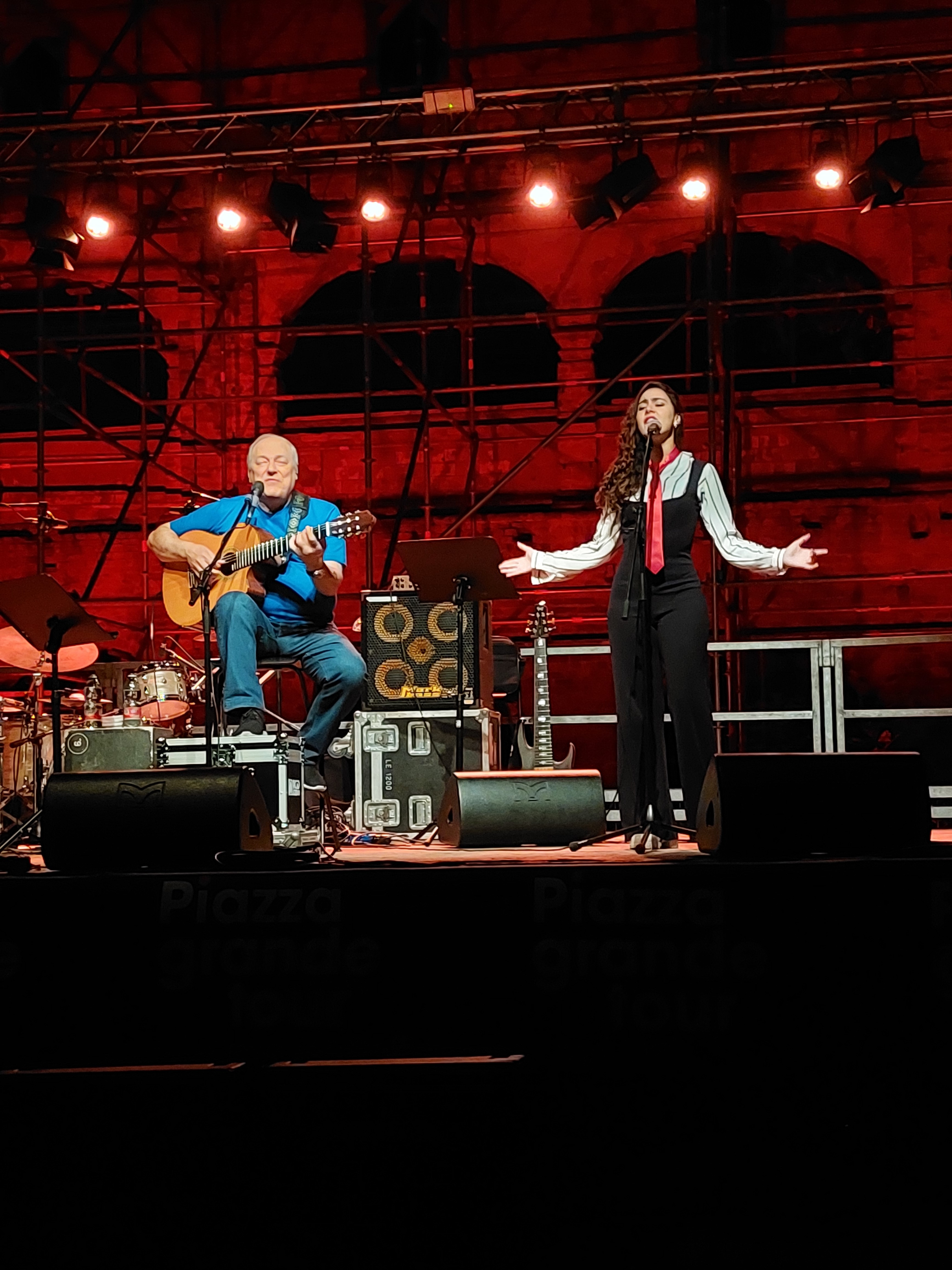
Toquinho, en duo avec Camilla Faustino Plaisance, Italie, 27 juillet 2022.